# Atlantisområdet
Atlantisområdet kallas en radhusby i Vällingbyhöjden som ligger i stadsdelen Vällingby i nordvästra Stockholm. Radhusen planerades och uppfördes 1952–1955 efter ritningar av arkitekterna Bertil Karlén, Jon Höjer och Sture Ljungqvist och blev internationellt uppmärksammade. I ett av radhusen bodde paret Lisbeth och Olof Palme med sina tre söner mellan 1968 och 1983.
Radhusen i Atlantisområdet är blåklassade av Stadsmuseet i Stockholm vilket är den högsta klassen och innebär "att bebyggelsen bedöms ha synnerligen höga kulturhistoriska värden".

## Bakgrund

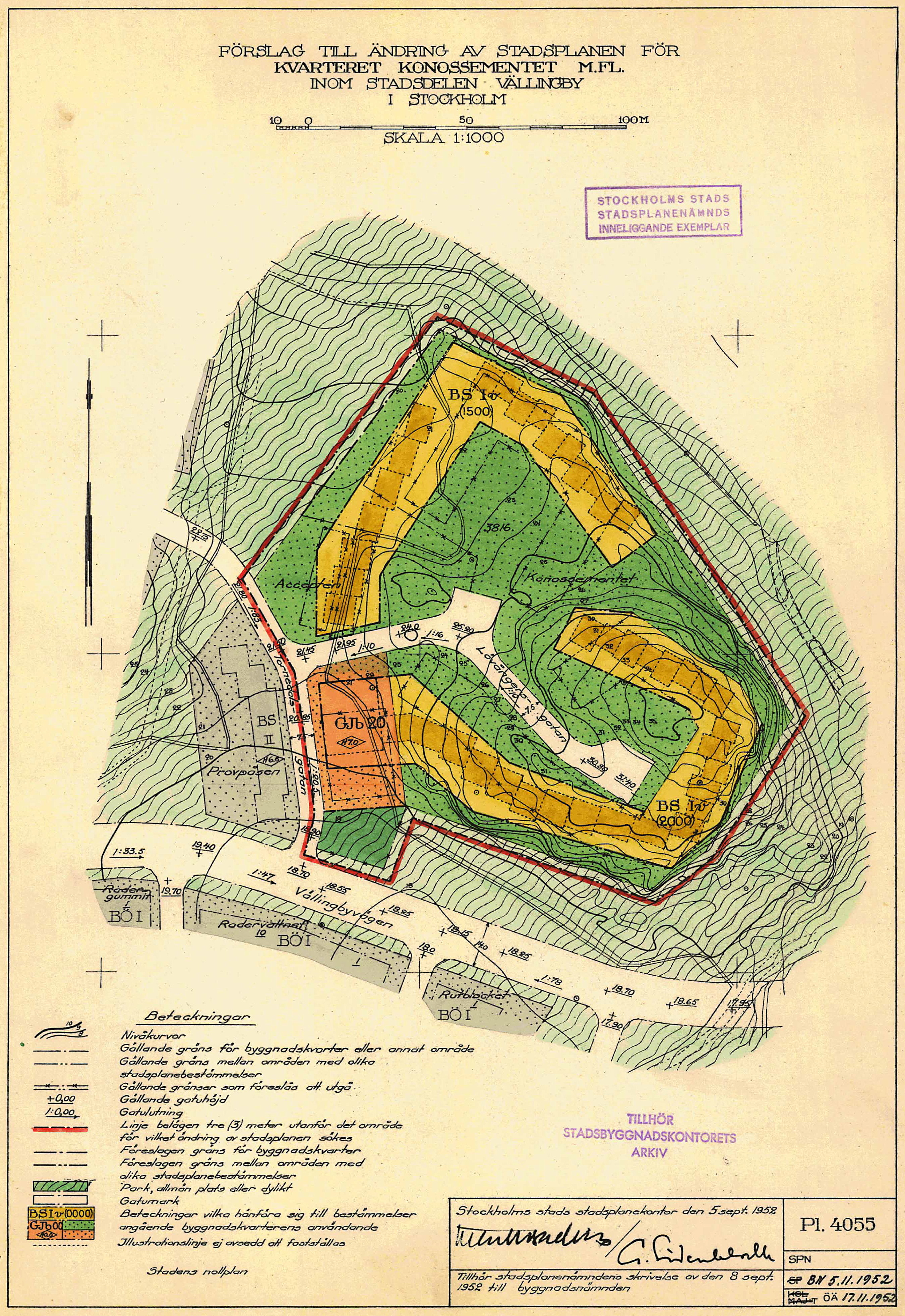
Stadsplan över kvarteren Konossementet och Accepten, september 1952.

Stat och kommun hade på olika sätt bidragit med finansiering för egnahems- och hyreshusbebyggelse, men några generella former för hjälp med lån till radhus fanns inte i början av 1950-talet. Anledning var att man sökte förhindra bostadsspekulation. I Stockholms kommun prövades olika sätt med finansieringen genom att radhus uppläts som hyresrätt exempelvis Skönstaholm och Riksrådsvägen. 
Att finansiera produktion av radhus genom bostadsrätt med lån från det allmänna var något nytt som prövades i Atlantisområdet. Gällande Atlantisområdet fick bostadsrättsinnehavare satsa fem procent av den beräknade produktionskostnaden, vilket utgjorde 4 100 kronor. Resten täcktes av lån från det allmänna. Marken ägdes av staden och förhyrdes på obestämd tid.

## Stadsplan
Initiativtagarna till radhusområdet och bostadsrättsföreningen som sedermera av misstag kallades ”Atlantis” var fyra arkitekter: Bertil Karlén, Josef Stäck, Jon Höjer och Sture Ljungqvist. De letade 1951 efter en plats att bo på och hittade en bergknalle på Grönviksvägen vid Mälaren. Men de kringboende ville inte ha någon radhusby i sin närhet. Istället valde arkitekterna ett tilltalande område i nordöstra Vällingby, den nya Stockholmsförorten som just höll på att stadsplaneras. Karlén, Stäck, Höjer och Ljungqvist arbetade vid den tiden på Stockholms stadsbyggnadskontor, där de kom att delta i Vällingby-projektet. De flyttade dessutom in i var sitt radhus i kvarteret. 
En första stadsplan för rad- och kedjehus i kvarteren Accepten och Konossementet upprättades i maj 1951 och ersattes i september 1952. Den visar 39 husenheter, gemensamhetslokaler och en panncentral och är undertecknad av Sven Markelius samt Göran Sidenbladh. Man tog hänsyn till ”bebyggelsen som numera i detalj projekterats” och det slutgiltiga utförande kom att innehålla 29 husenheter. Dessutom föreslogs att slå samman kvarteren Accepten och Konossementet till Accepten, vilket skedde. Lokalgatan inom området fick heta Lövångersgatan, uppkallad efter orten Lövånger i Skellefteå kommun.

## Bebyggelsen

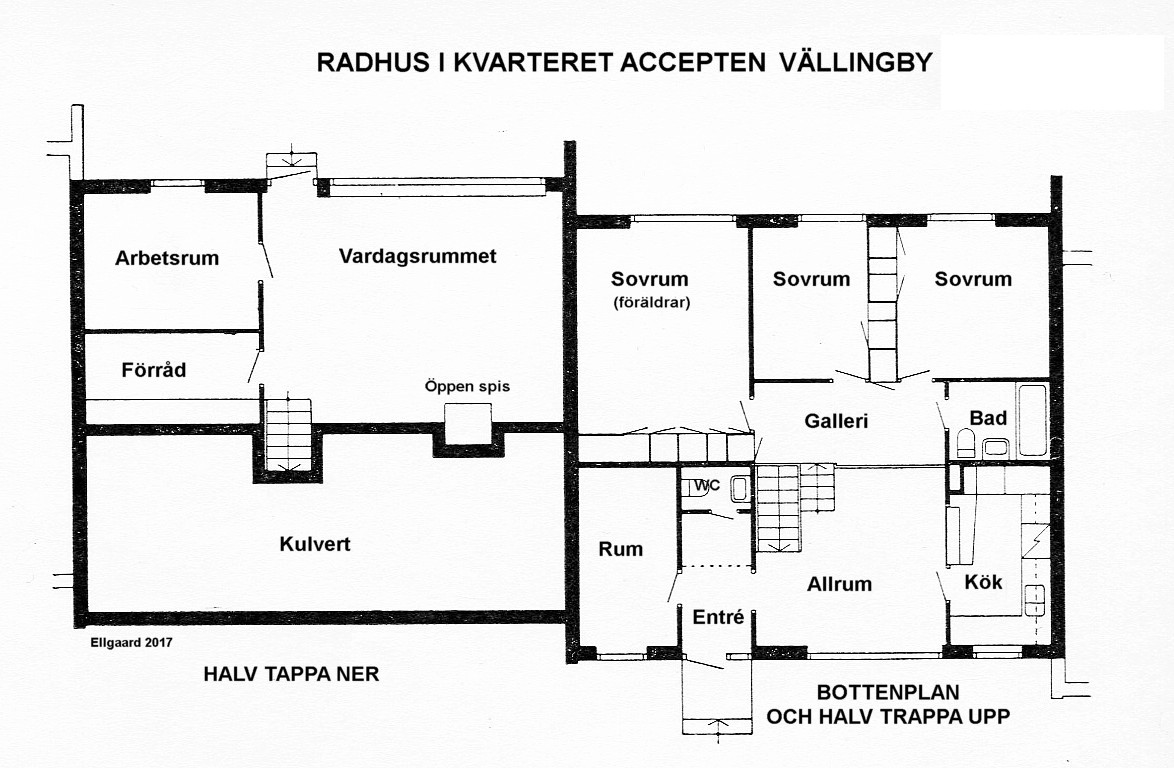
Planritning.

Kvarteret Accepten består av 29 radhus fördelade på fem längor, dessutom finns gemensamhetslokaler. Områdets bebyggelse projekterades och uppfördes mellan 1952 och 1955 efter ritningar av arkitektkontoret Höjer & Ljungqvist. Alla radhusenheter gavs i stort sett ungefär samma planlösning bestående av tre rum och kök med en stor hall (allrum) på bottenvåningen och ett vardagsrum mot trädgården en halv trappa ner samt ytterligare några rum och badrummet en halv trappa upp. 
Den centrala hallen eller ”allrummet” lades på samma plan som köket, avdelat genom glaspartier. Här tänkte sig arkitekterna matplatsen och barnens lekyta, lätt att ”övervaka” från köket. Allrumstanken var ny och underströks av den öppna takformen med takljusinsläpp. Intill entrén ritades ett mindre arbetsrum avsett som ”husmoderns arbetskammare, rum för hyresgäst eller hembiträde”.
Totalt ritades tio varianter, exempelvis några spegelvända planlösningar, alla på drygt 130 m² boyta per radhus. Genom förskjutningar i höjd- och sidled lyckades arkitekterna att anpassa längorna till den kuperade terrängen och ge området största möjliga friytor som kunde disponeras för grönytor och lekplatser. Till varje hus hör en liten trädgårdsplätt. För den utvändiga gestaltningen stod landskapsarkitekten Walter Bauer. 
Husens ytterväggar uppfördes i tegel, bakmurat med lättbetong. Mellanväggarna murades av lättbetong som putsades. Lägenhetsskiljande väggar består av två halvstens tegelväggar med mellanliggande luftspalt där en isoleringsmatta placerades. Fasadernas gavlar består av gult tegel som är slammat på entré- och gårdssida med ett tunt, ljusgrått putslager. För konstruktionerna ansvarade Hans Hansson Konsulterande ingenjörsfirma och byggnadsentreprenör var AB Hus & Vägar. Byggherre och beställare var Bostadsrättsföreningen Atlantis, som fortfarande ansvarar för området. Produktionskostnaden per husenhet stannade vid 86 000 kronor vilket gav (inklusive andel in gemensamhetslokalerna) en månadskostnad om 400 kronor. 
När husen stod färdiga tog fotografen Sune Sundahl en serie arkitekturbilder. Interiörerna visar radhuset av arkitekt Josef Stäck, som var en av initiativtagarna till bostadsområdet och bostadsföreningen Atlantis. Samma år presenterades området i facktidskriften Byggmästaren av Jon Höjer och Sture Ljungqvist.

Historiska bilder, fotograf Sune Sundahl
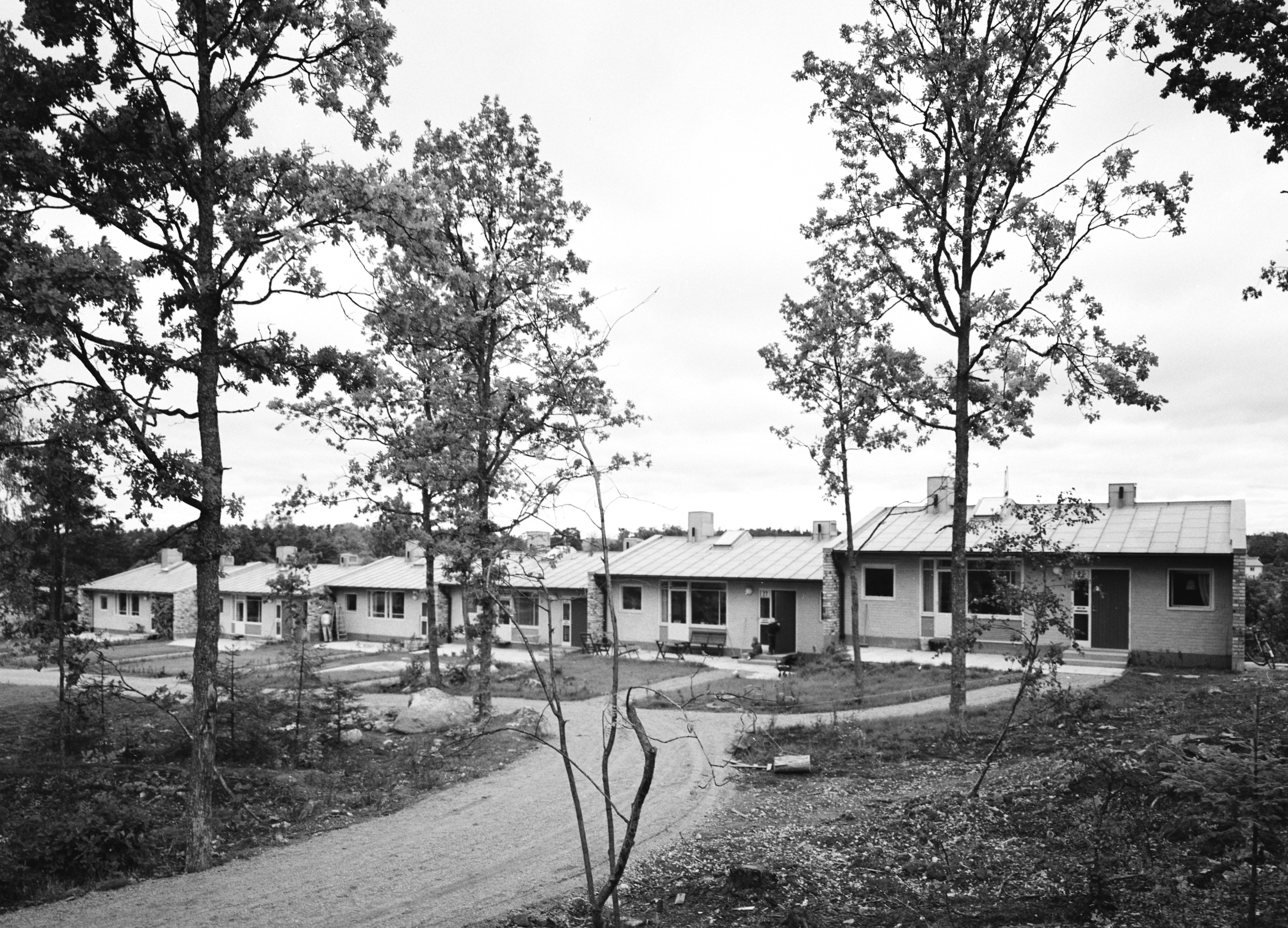
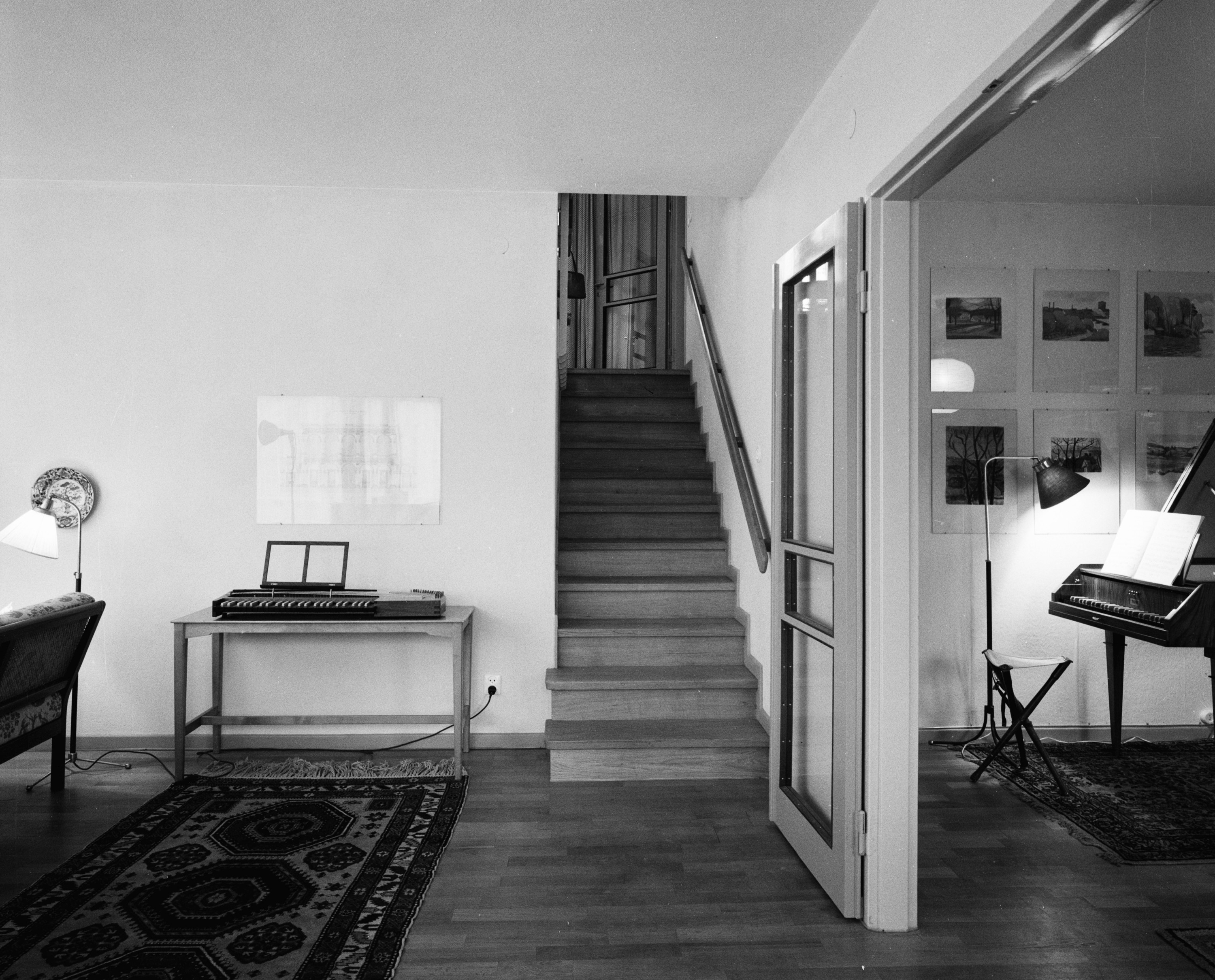
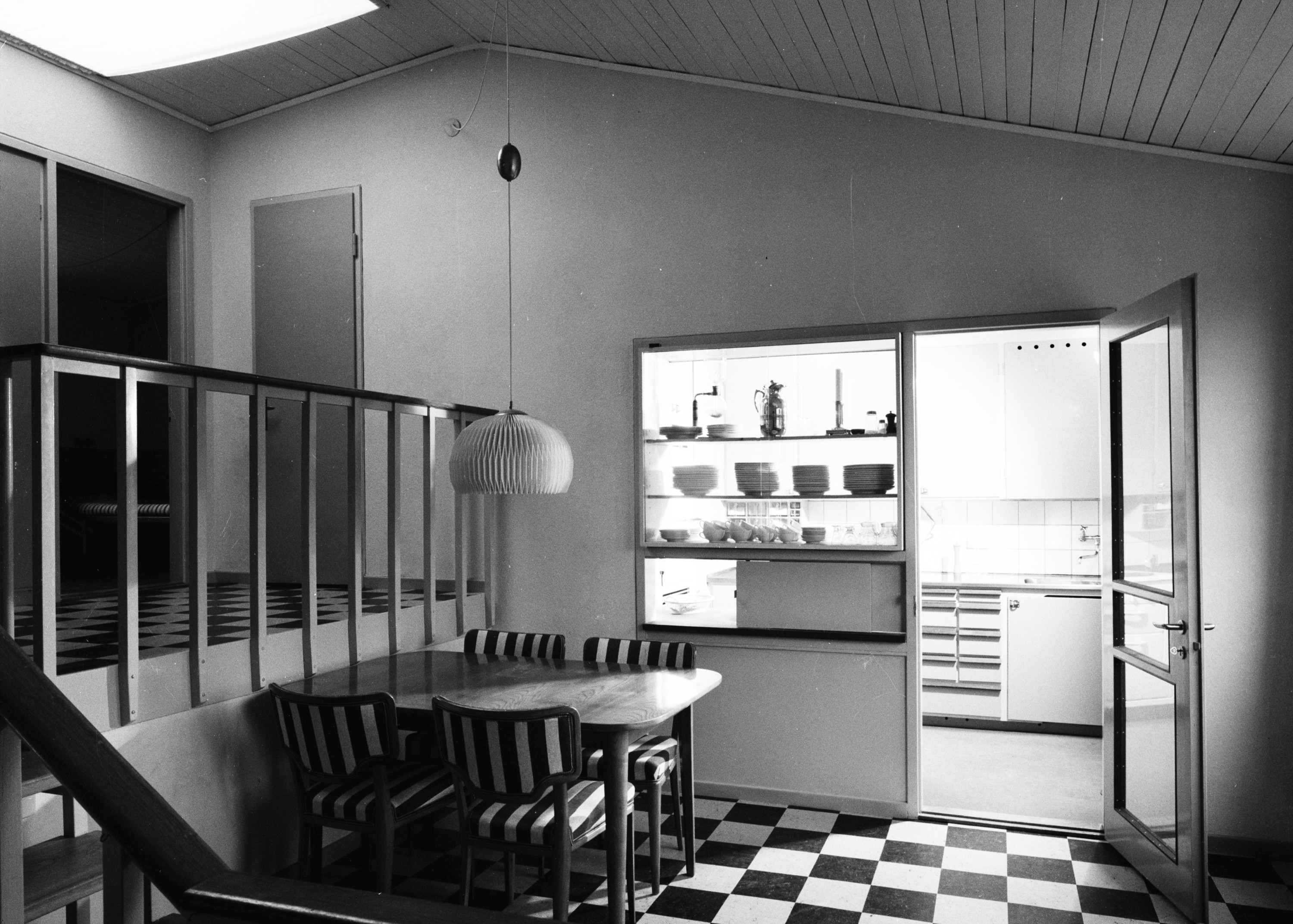
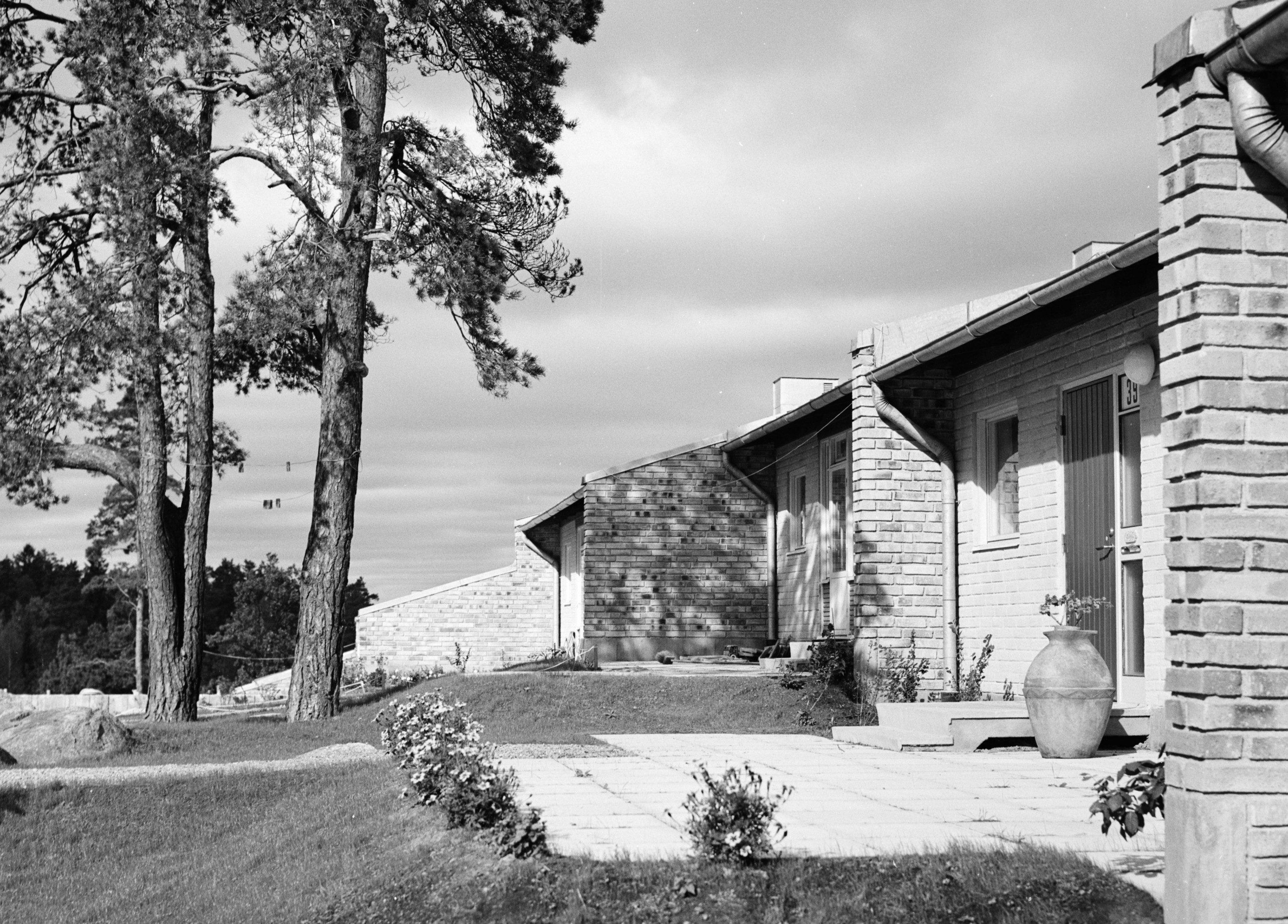

När husen var nybyggda bodde cirka 120 personer i området, därav var hälften barn, samtliga under 11 år. Man eftersträvade ”likartade levnadsomständigheter hos de blivande bostadsrättsmedlemmar”. Ungefär 30 procent av husmödrarna var yrkesverksamma. Bland de första som bosatte sig här var husens arkitekter. De hade ett gångavstånd på 12 minuter till Vällingby centrum med tunnelbanan som öppnades den 26 oktober 1952.
Ett av husens utseende avviker från de övriga. Det är gavelradhuset med adress Lövångersgatan 31 där Olof Palme med familj bodde (se nedan avsnitt ”Palmes radhus”). 1974 lät han bygga till standardhuset mot baksidan och gaveln med Fritz Ridderstolpe som arkitekt..
När Atlantisområdet firade 50-årsjubileum i september 2004 menade den då 84-årige Jon Höjer att vissa projekt är mer lyckade än andra. Till de lyckade räknade han bland annat Atlantis i Vällingby och Kvarteret Sörgården i Tensta.

Nutida bilder
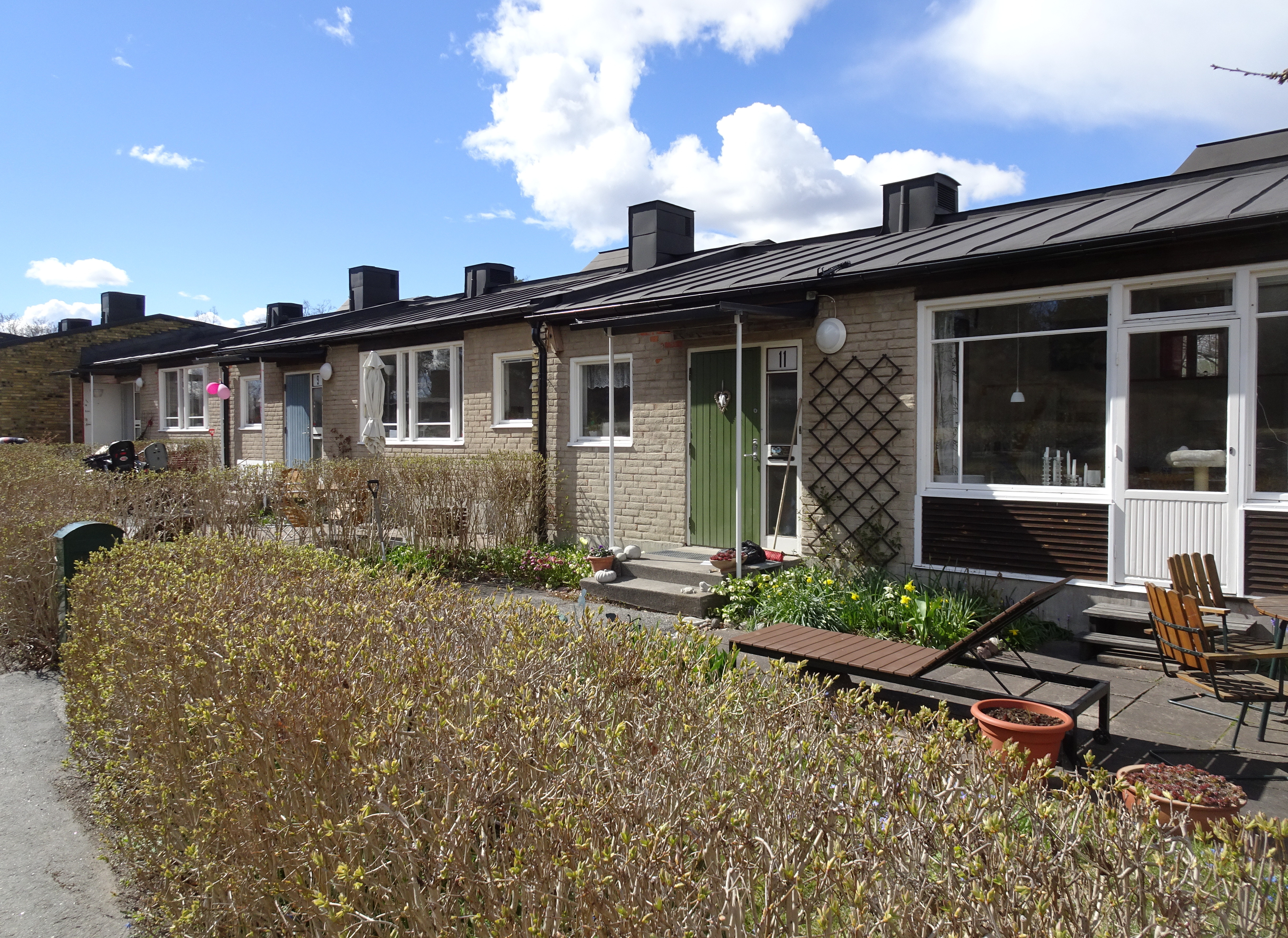
Längan Lövångersgatan 3–17.
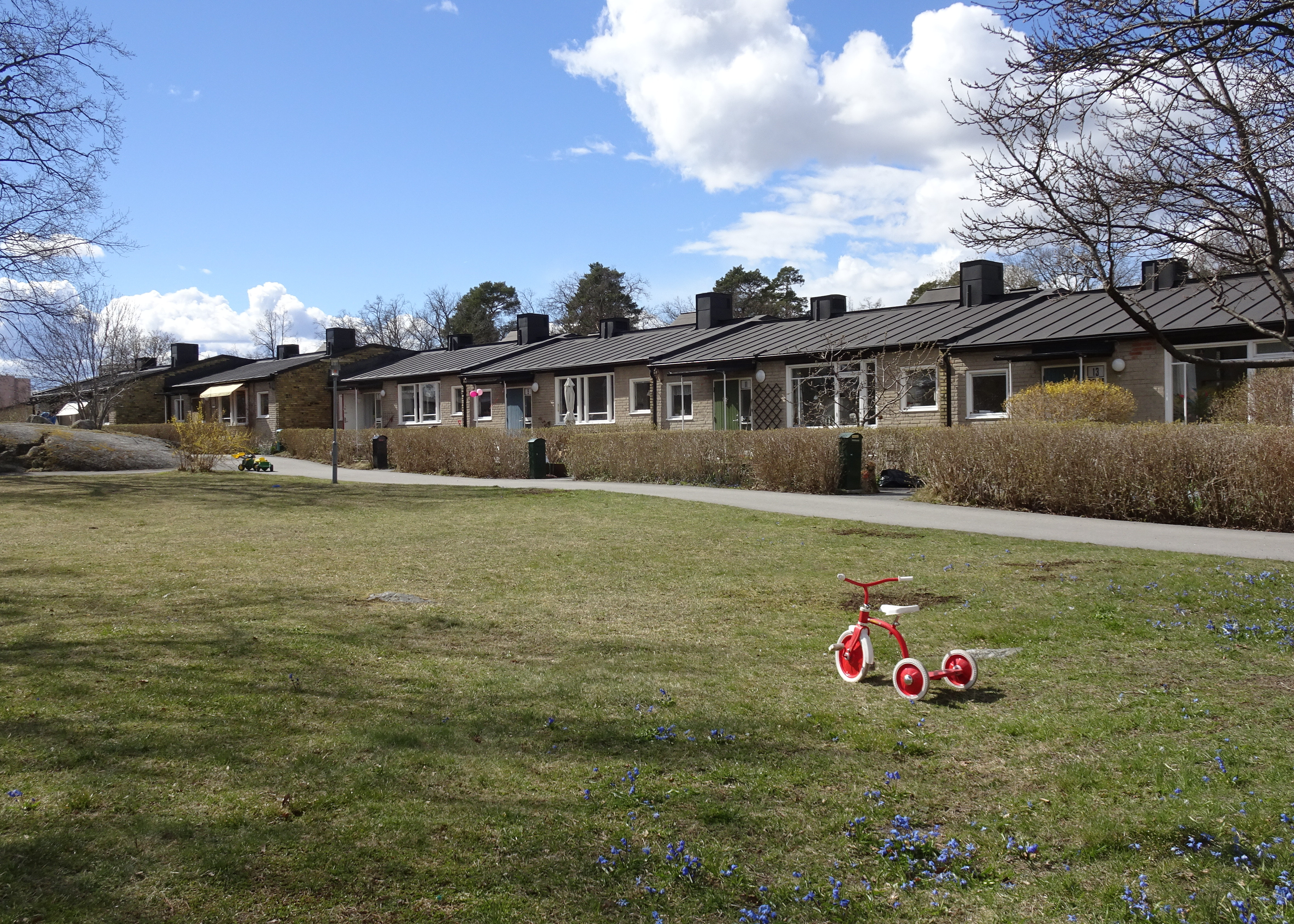
Längan Lövångersgatan 3-17.
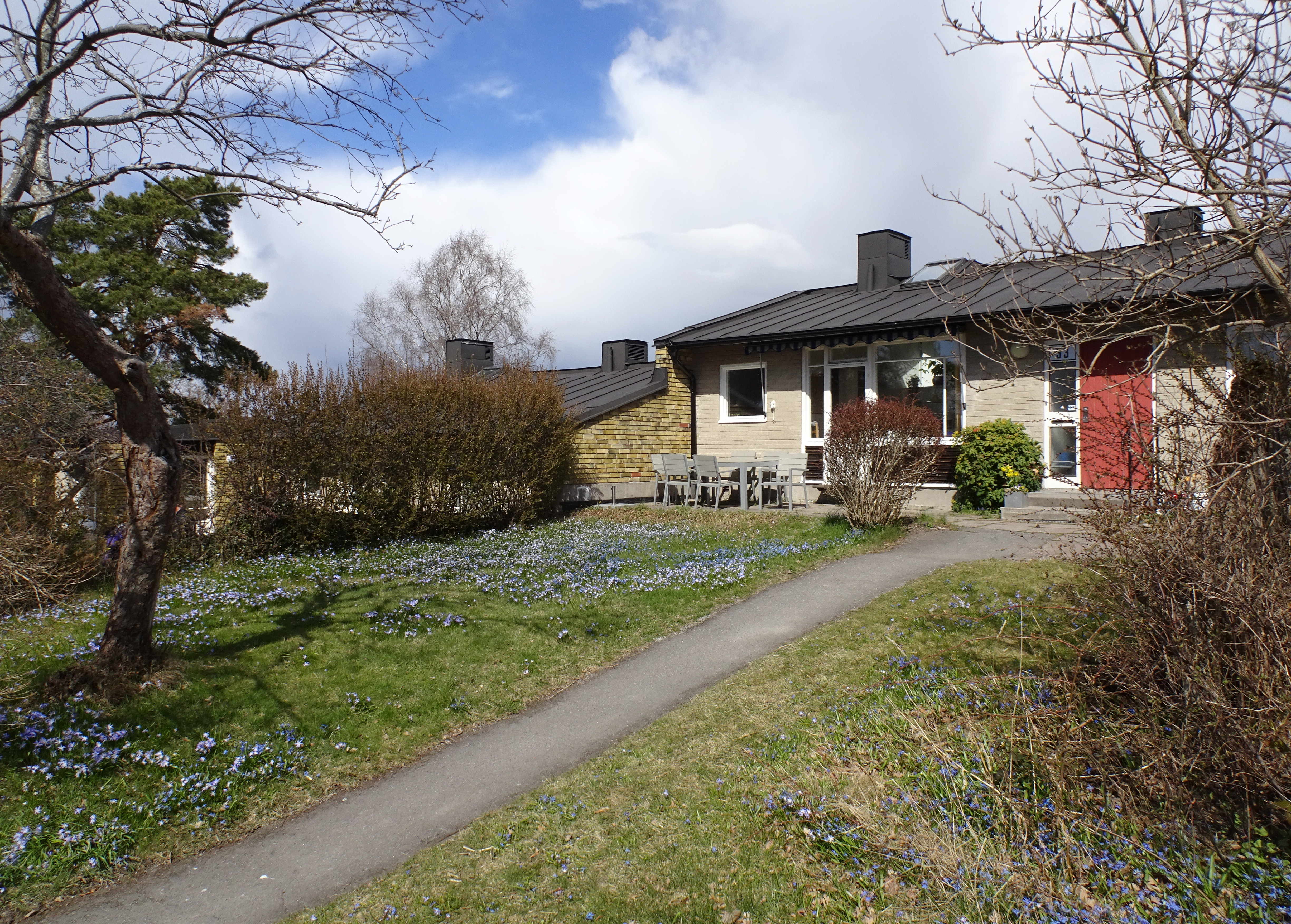
Längan Lövångersgatan 31–41.
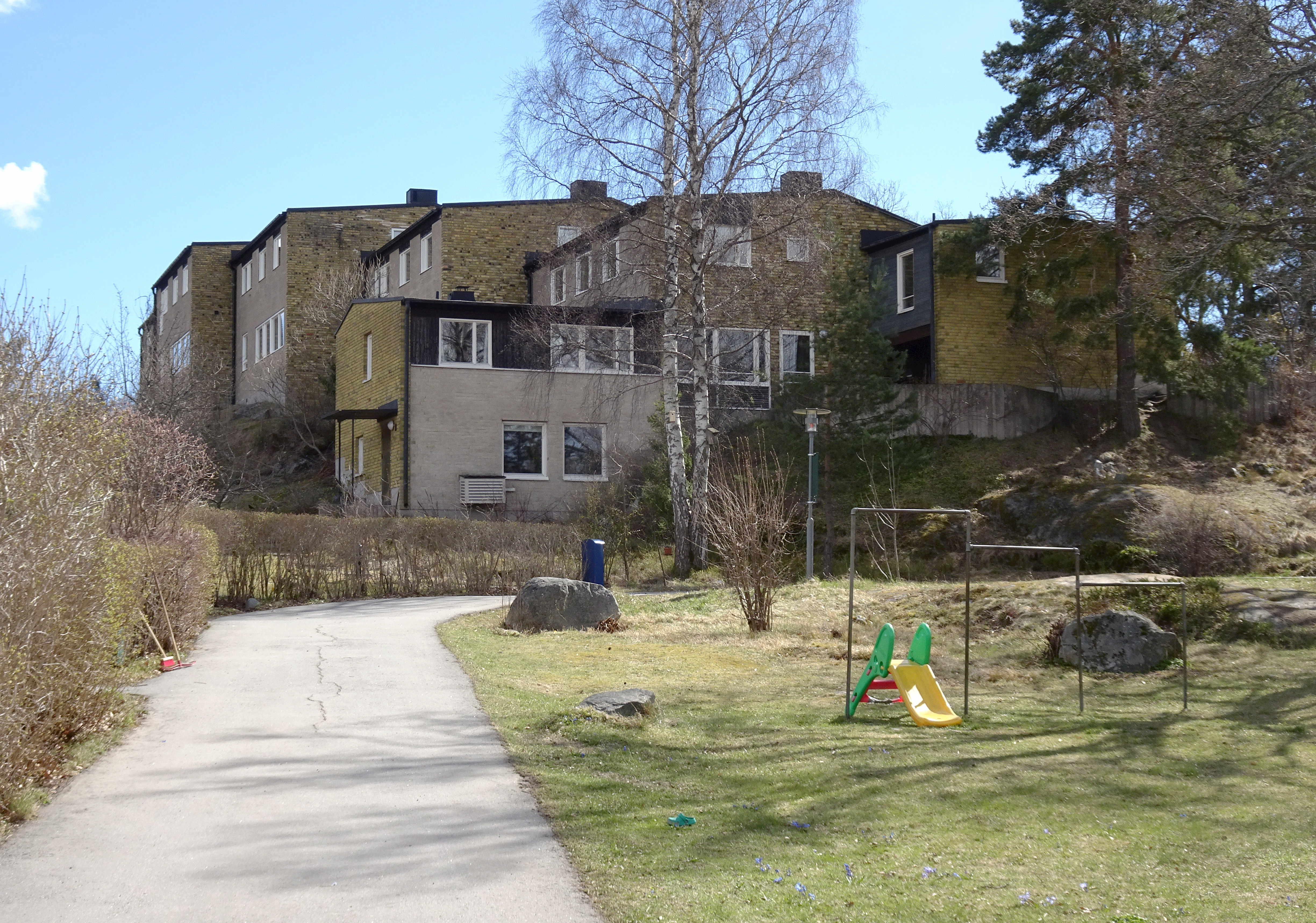
Palmes gavelradhus nr 31.

## Palmes radhus

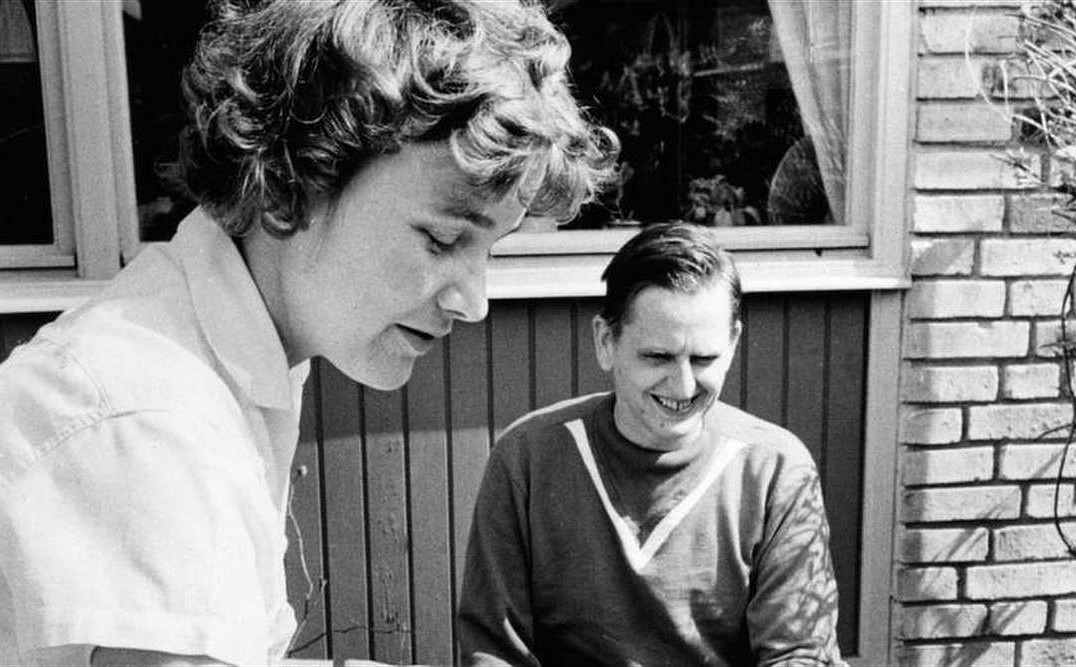
Lisbet och Olof Palme utanför sitt radhus på Tornedalsgatan, 1956.

Liknande radhusbyar planerades i omgivningen som sedermera kallades Vällingbyhöjden. De ritades efter samma principer som Atlantisområdet. Strax väster om Atlantis märks Bostadsrättsföreningen Ateljén i kvarteret Varuprovet vid Tornedalsgatan som består av 29 radhus i fyra längor samt tre ateljéer. Även de har Höjer & Ljungqvist som upphovsmän och stod färdiga 1956.
Hit flyttade nygifta paret Lisbeth och Olof Palme strax efter färdigställandet, och här hade sönerna Joakim, Mårten och Mattias sin uppväxt. 1967 besökte regissören Vilgot Sjöman radhuset för att spela in den omtalade intervjun om klassamhället med dåvarande kommunikationsministern Olof Palme till filmen Jag är nyfiken – en film i gult.
Radhuset på Tornedalsgatan 18 var familjen Palmes hem fram till 1968 då de flyttade till ett av radhusen på Lövångersgatan i Atlantisområdet. År 1983 flyttade paret vidare till Västerlånggatan 31, men sonen Joakim Palme med familj bor fortfarande (2024) kvar i radhuset på Lövångersgatan 31.

## Personer och företag bakom radhusområdet

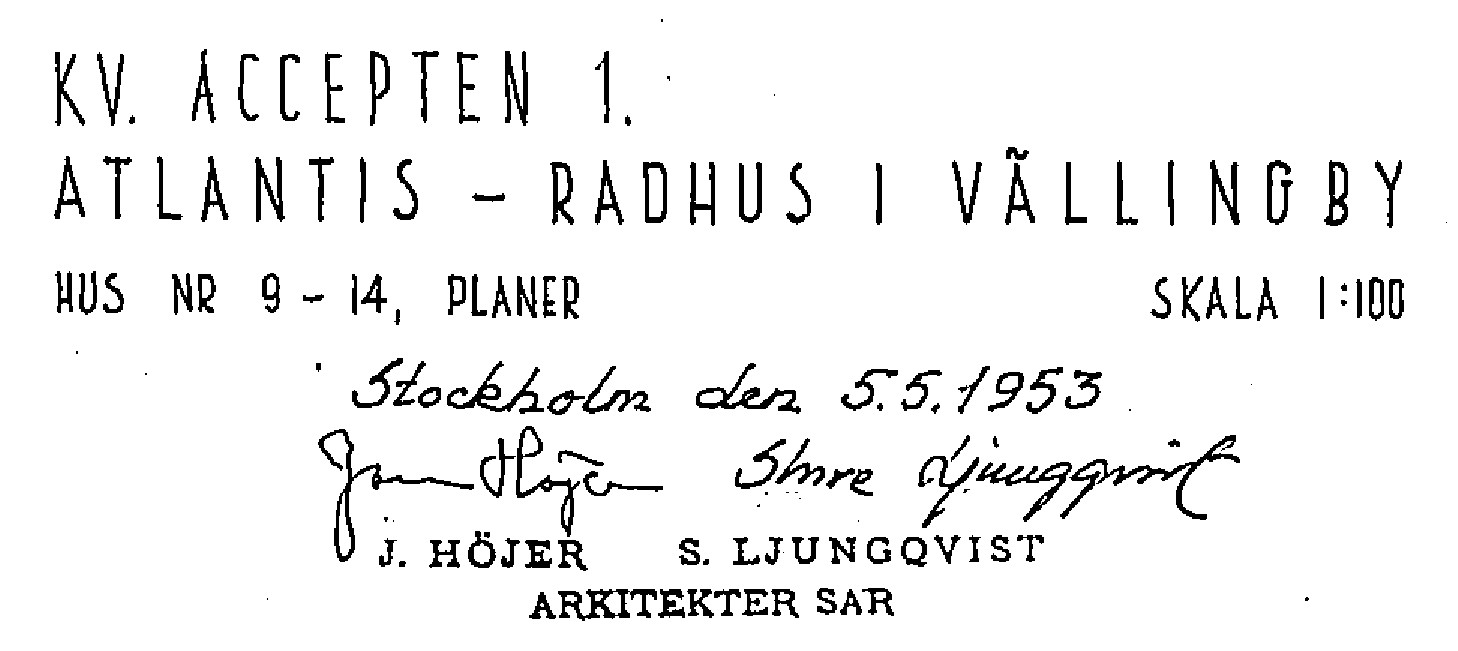
Accepten 1, Atlantis - Radhus i Vällingby, ritningsstämpel, maj 1953.

- Byggherre och beställare: Bostadsrättsföreningen Atlantis
- Byggmästare: AB Hus och Vägar
- Arkitekt: Höjer & Ljungqvist
- Konstruktör: Hans Hansson Konsulterande ingenjörsfirma
- VVS-konsult: H. Sandstedt
- El-konsult: G. Helén
- Trädgårdsarkitekt: Walter Bauer